# Silnice II/467
Silnice II/467 je silnice II. třídy, která vede z Nových Sedlic ke hraničnímu přechodu Třebom / Kietrz. Je dlouhá 16,8 km. Prochází jedním krajem a jedním okresem.

## Vedení silnice

### Moravskoslezský kraj, okres Opava
- Nové Sedlice (křiž. I/11, III/01125)
- Štítina (křiž. III/4673)
- Dvořisko
- Kravaře (křiž. I/56)
- Štěpánkovice (křiž. III/4672)
- Kobeřice (křiž. I/46, III/4671, peáž s I/46)
- Sudice (křiž. I/46, III/04614, peáž s I/46)
- Třebom (křiž. III/46826)